# El Grau (Sant Agustí de Lluçanès)
El Grau és una masia de Sant Agustí de Lluçanès (Osona) inclosa a l'Inventari del Patrimoni Arquitectònic de Catalunya.

## Descripció
Gran casal amb teulada als quatre vents i orientada a sud. L'assentament de la casa és d'un cert desnivell i es poden veure tres etapes de construcció, reunificades. A la façana principal destaca un portal amb pedra treballada amb la porta de l'antiga catedral de Vic. Damunt hi ha un escut esculturat del marquès de la Quadra. També en aquesta façana hi ha un gran portal de pedra picada de la reforma del 1886 pel pare del senyor Calderó.
La part superior de la casa també reformada té uns petits arcs de mig punt. Hi ha altres elements com un rellotge de sol, espitlleres així com una pedra esculturada a la font del davant de la casa. Al costat dret trobem una cabana i l'era.

## Història
L'actual edificació correspon al segle xviii. A la llinda del portal d'entrada hi ha la data de la primera edificació, l'any 1758. Un escut fa referència a la pertinença d'aquest mas del marquès de la Quadra, enginyer i coronel de l'exèrcit. Destaca la presència d'espitlleres, element típicament militar i defensiu.
Posteriorment el pare de l'actual propietari, el senyor Calderó, feu una gran reforma a finals del segle xix.
La porta no és originària del mas, sinó que procedeix de l'antiga Catedral de Vic. Aquest fet està documentat.